# Jivko Jelev
Jivko Jelev (bulgară Живко Желев; n. 23 iulie 1979, Stara Zagora, Republica Populară Bulgaria) este un fotbalist bulgar retras din activitate.

## Carieră
A început fotbalul profesionist la vârsta de 11 ani, în cadrul clubului Beroe Stara Zagora. A evoluat, în sezonul 1995-1996, în trei partide pentru echipa de seniori a lui Beroe, după care a fost transferat de către Litex Loveci. În perioada 1996-1998 a fost împrumutat la Olimpik Teteven, pentru care a jucat 37 de partide și a înscris 3 goluri. A revenit la Litex în 1998, pentru care a jucat, până în 2007, în 225 de meciuri și a înscris 34 de goluri.
Interesant este faptul că, deși s-a consacrat ca și fundaș central, bulgarul a evoluat ca atacant în multe partide pentru Litex, devenind cel mai prolific jucător cu profil defensiv din istoria fotbalului bulgar. La începutul sezonului 2007-2008 a semnat un angajament cu Oțelul Galați, devenind rapid unul dintre jucătorii de bază ai acestei echipe. A evoluat în 73 de partide pentru Oțelul și a reușit să înscrie de 7 ori.
În 2010 a fost transferat la FC Steaua București cu care a semnat un contract pentru șase luni cu posibilitate de prelungire, dar la expirarea celor șase luni, în vara acelui an, înțelegerea a fost reziliată.

## Performanțe internaționale
La nivel internațional, se poate lăuda cu 24 de selecții și 2 goluri pentru echipa națională U21 a Bulgariei, precum și cu 6 selecții la echipa națională de fotbal a Bulgariei.